# Kabinet-Merkel II
Het kabinet–Merkel II was het Duitse kabinet van 28 oktober 2009 tot 17 december 2013. Het kabinet werd gevormd door de politieke partijen Christlich Demokratische Union Deutschlands (CDU)-Christlich-Soziale Union (CSU) en de Freie Demokratische Partei (FDP) na de verkiezingen van 2009. Angela Merkel de partijleider van de CDU diende een tweede termijn als bondskanselier en Guido Westerwelle en Philipp Rösler van de FDP vicekanseliers.

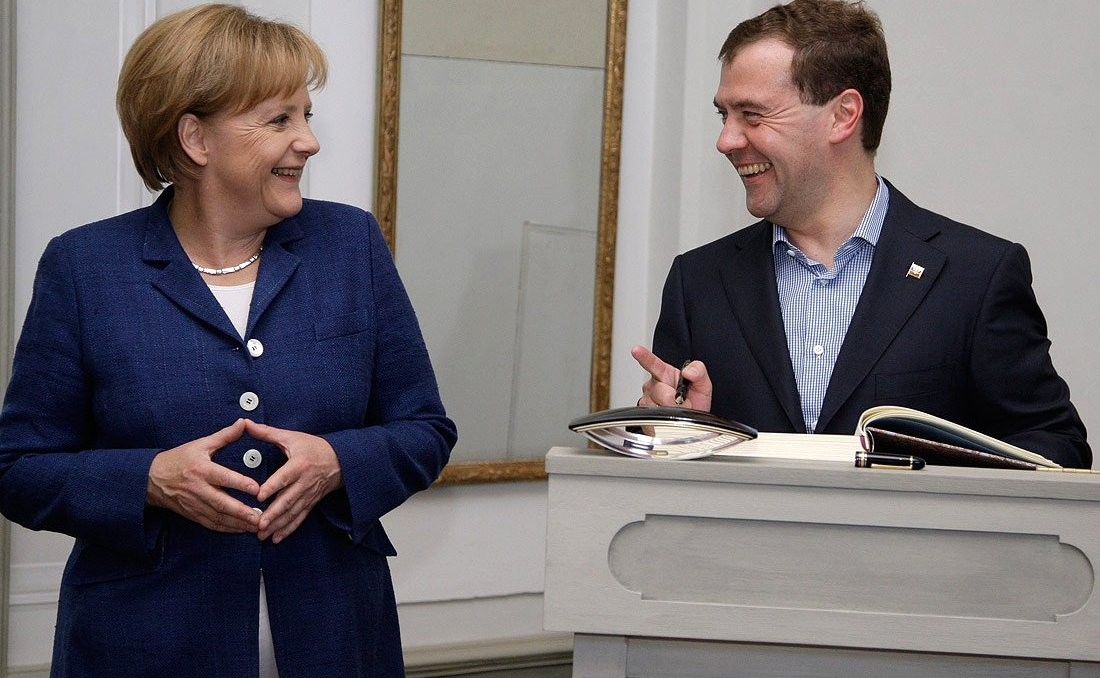
Bondskanselier Angela Merkel en president van Rusland Dmitri Medvedev in Berlijn op 4 juni 2010.

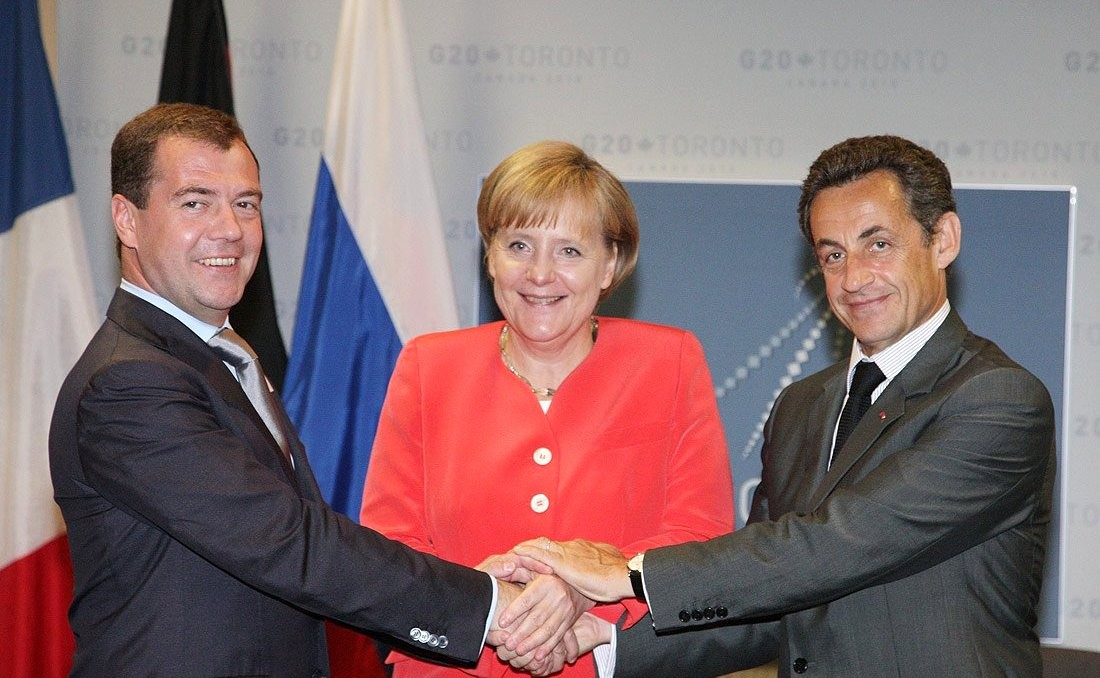
President van Rusland Dmitri Medvedev, bondskanselier Angela Merkel en president van Frankrijk Nicolas Sarkozy bij de G20 in Toronto op 27 juni 2010.

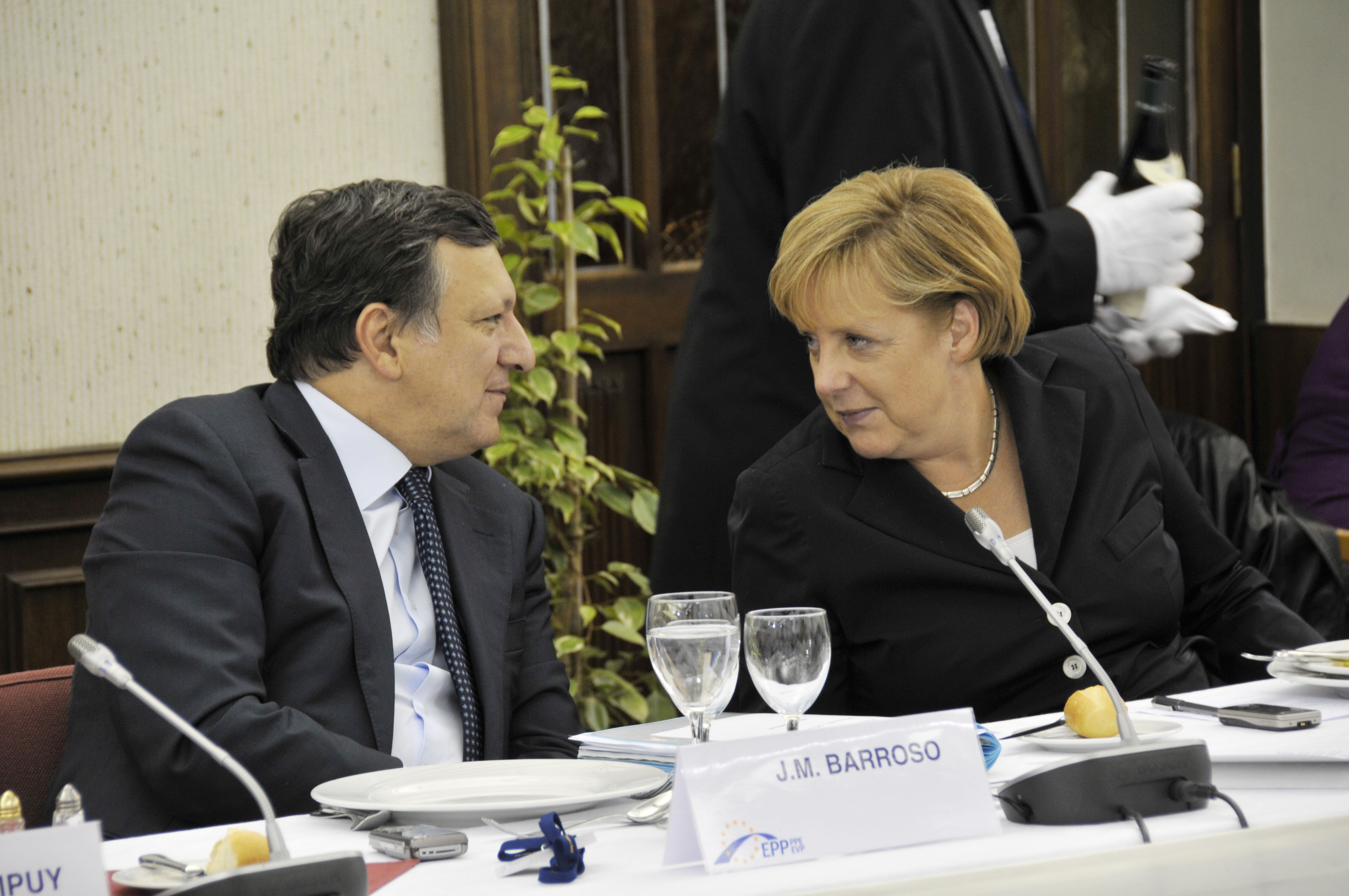
Voorzitter van de Europese Commissie José Manuel Barroso en bondskanselier Angela Merkel tijdens een Europese Volkspartij bijeenkomst in Meise op 15 september 2010.

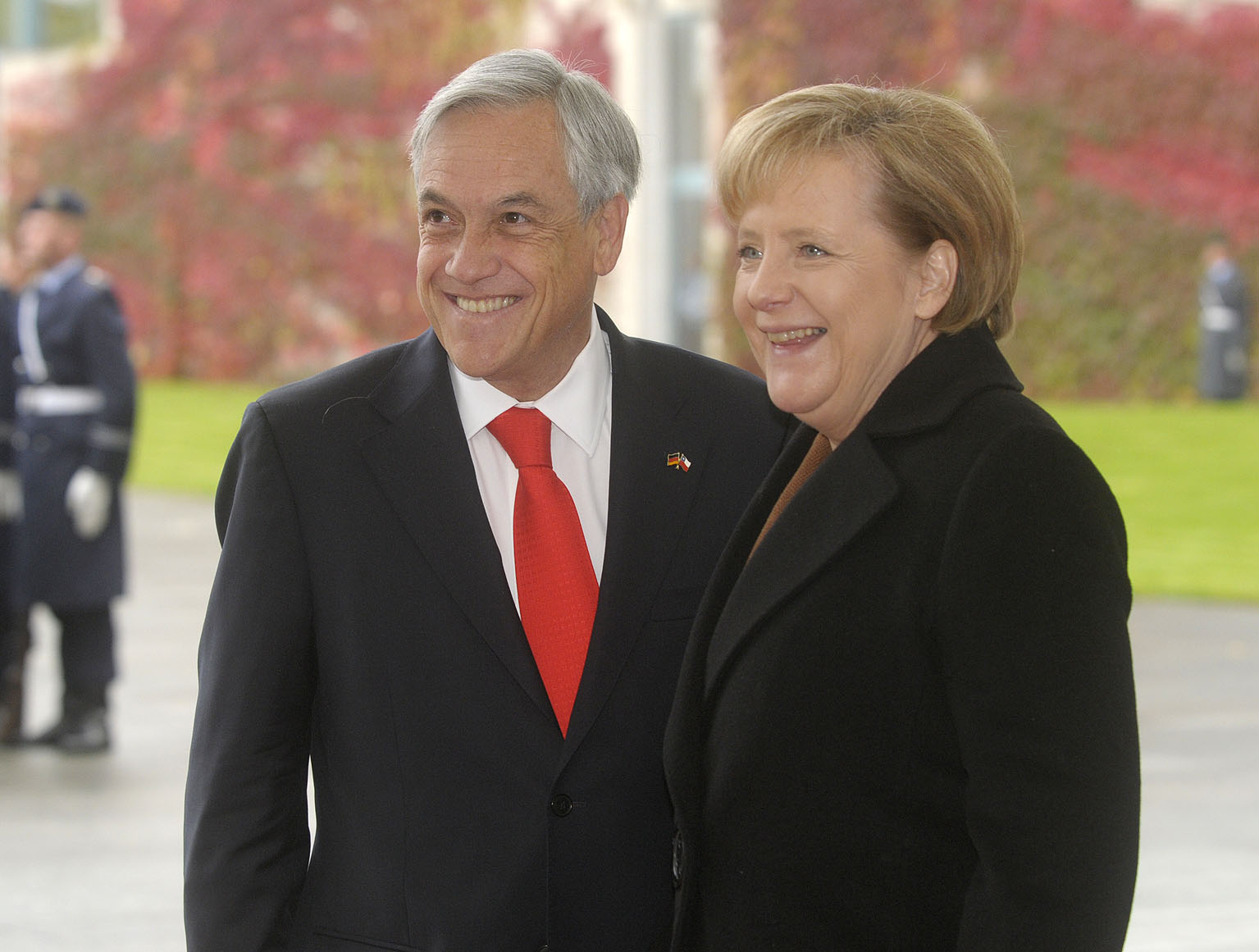
President van Chili Sebastián Piñera en bondskanselier Angela Merkel in Berlijn op 22 oktober 2010.

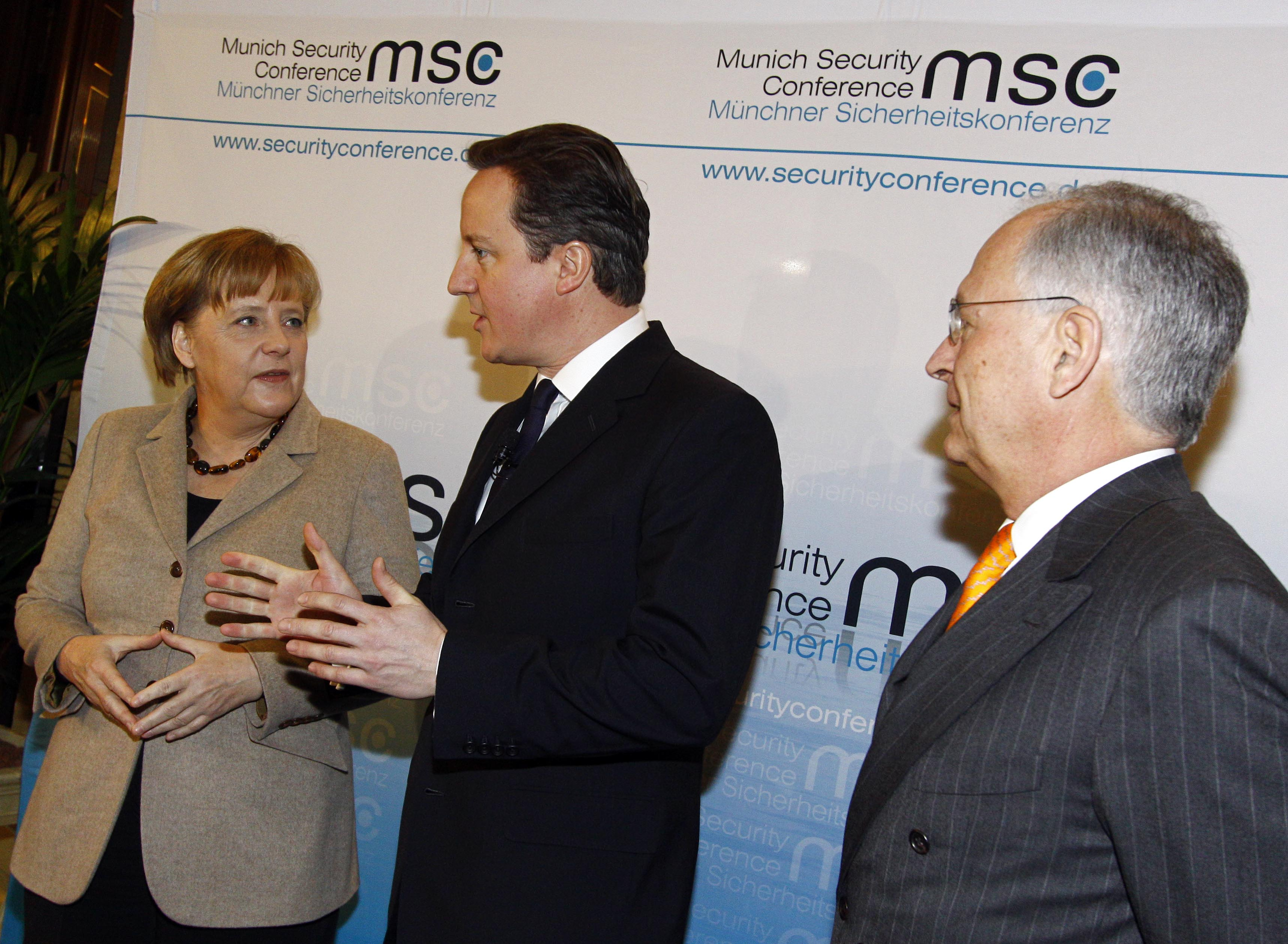
Bondskanselier Angela Merkel en premier van het Verenigd Koninkrijk David Cameron in München op 5 februari 2011.

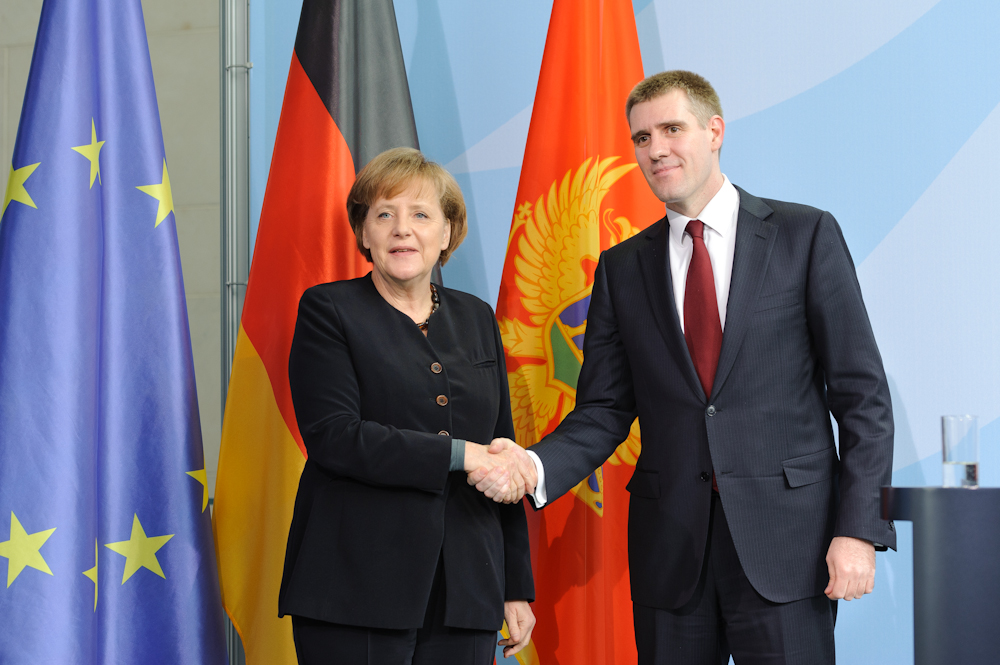
Bondskanselier Angela Merkel en premier van Montenegro Igor Lukšić in Berlijn op 31 maart 2011.

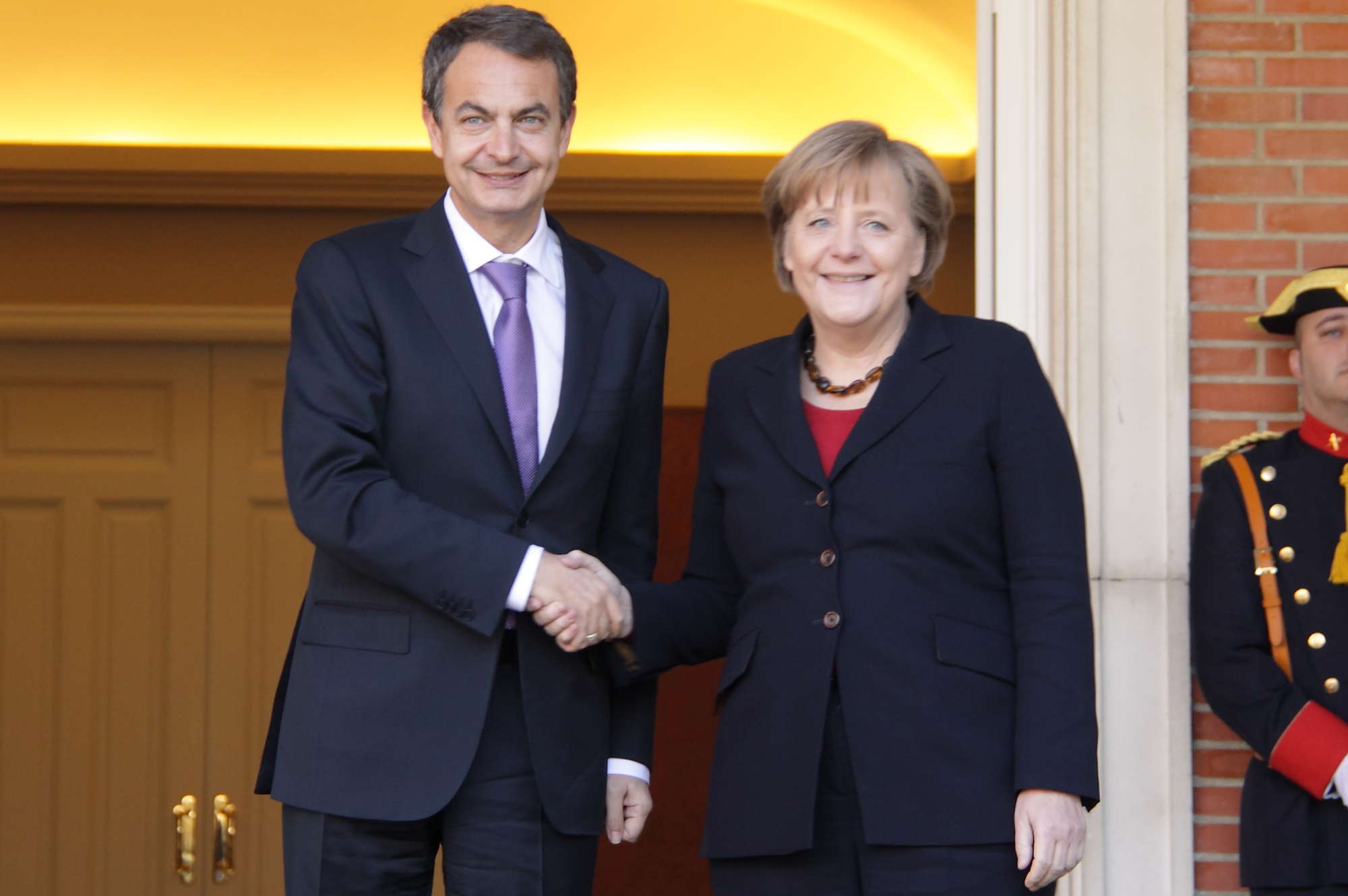
premier van Spanje José Luis Zapatero en bondskanselier Angela Merkel bij het Moncloa Paleis op 3 juni 2011.

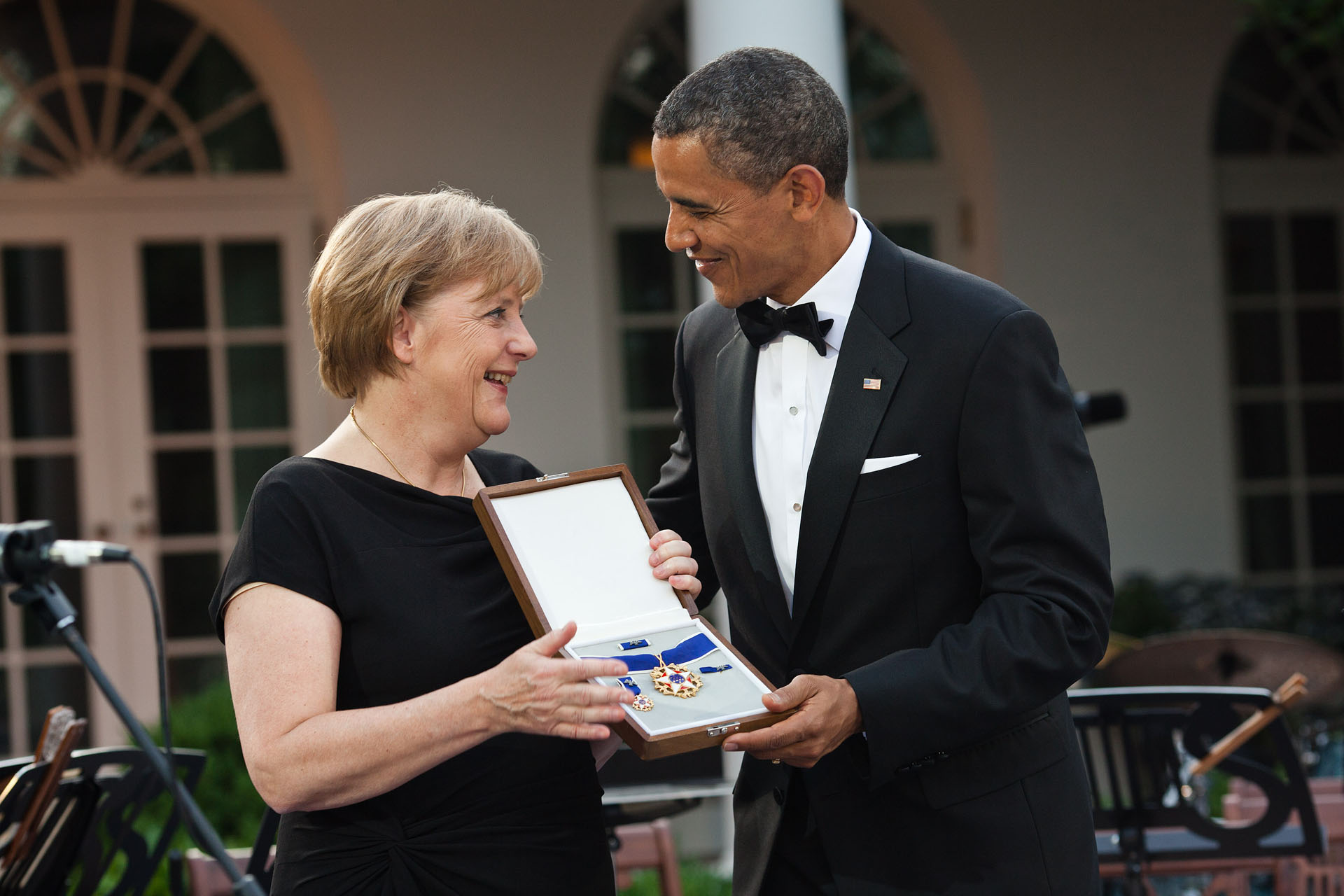
Bondskanselier Angela Merkel en president van de Verenigde Staten Barack Obama bij het Witte Huis op 7 juni 2011.

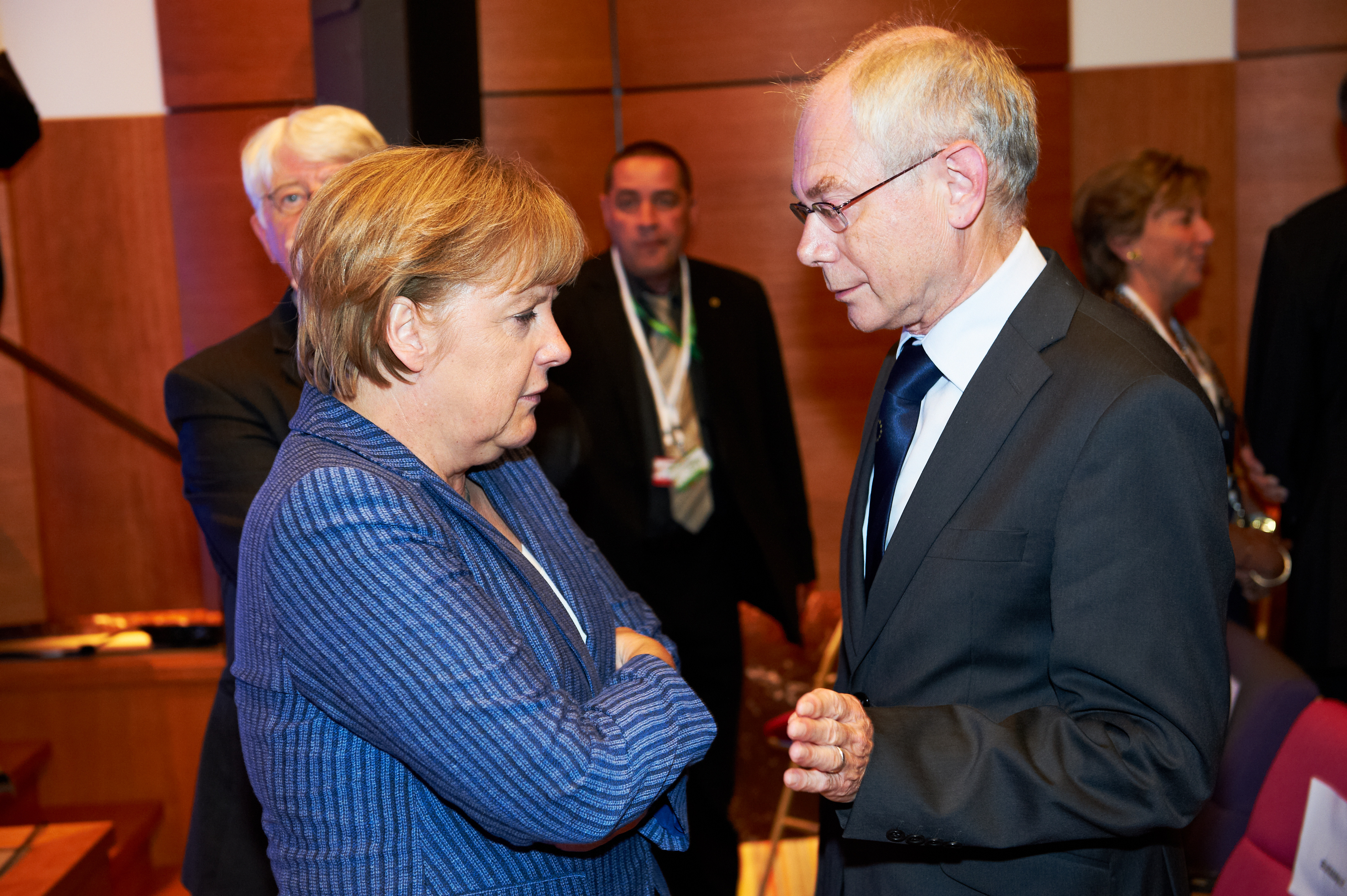
Bondskanselier Angela Merkel en voorzitter van de Europese Raad Herman Van Rompuy tijdens een Europese Volkspartij bijeenkomst in Brussel op 23 juni 2011.

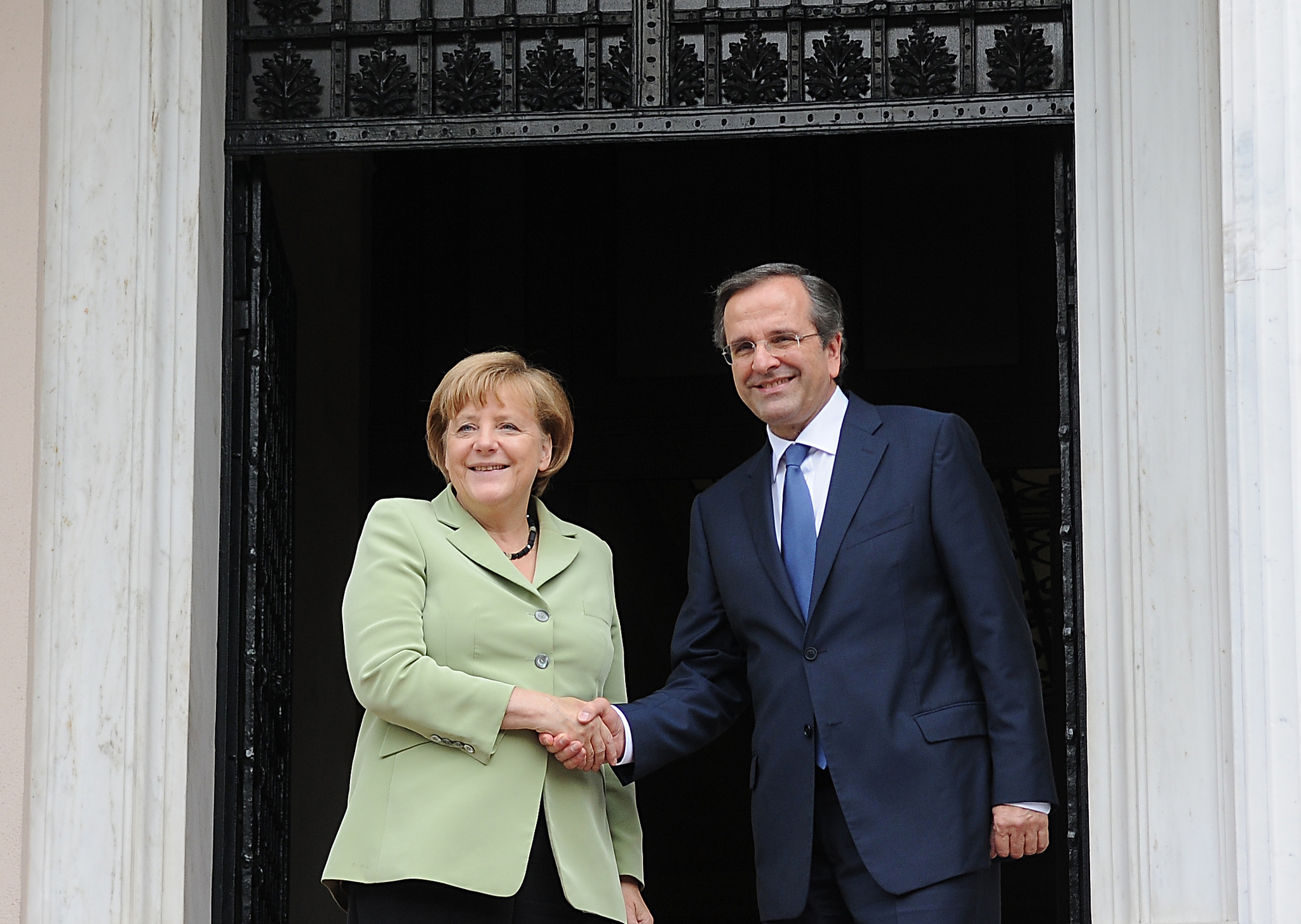
Bondskanselier Angela Merkel en premier van Griekenland Antonis Samaras in Athene op 9 oktober 2012.

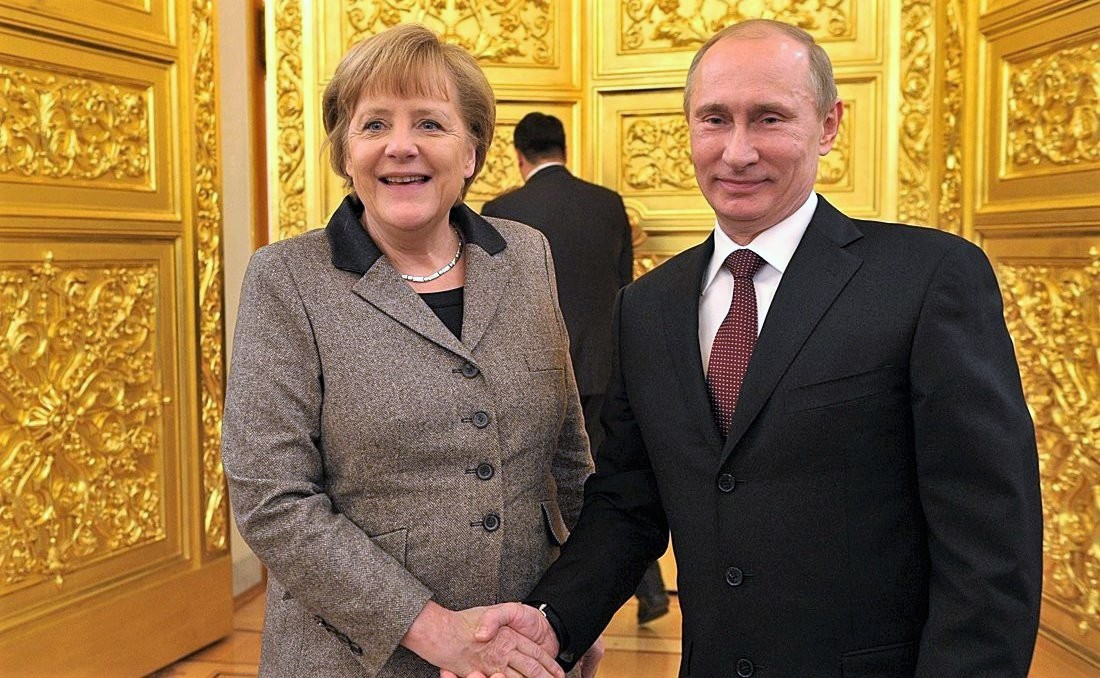
Bondskanselier Angela Merkel en president van Rusland Vladimir Poetin in het Kremlin op 16 november 2012.

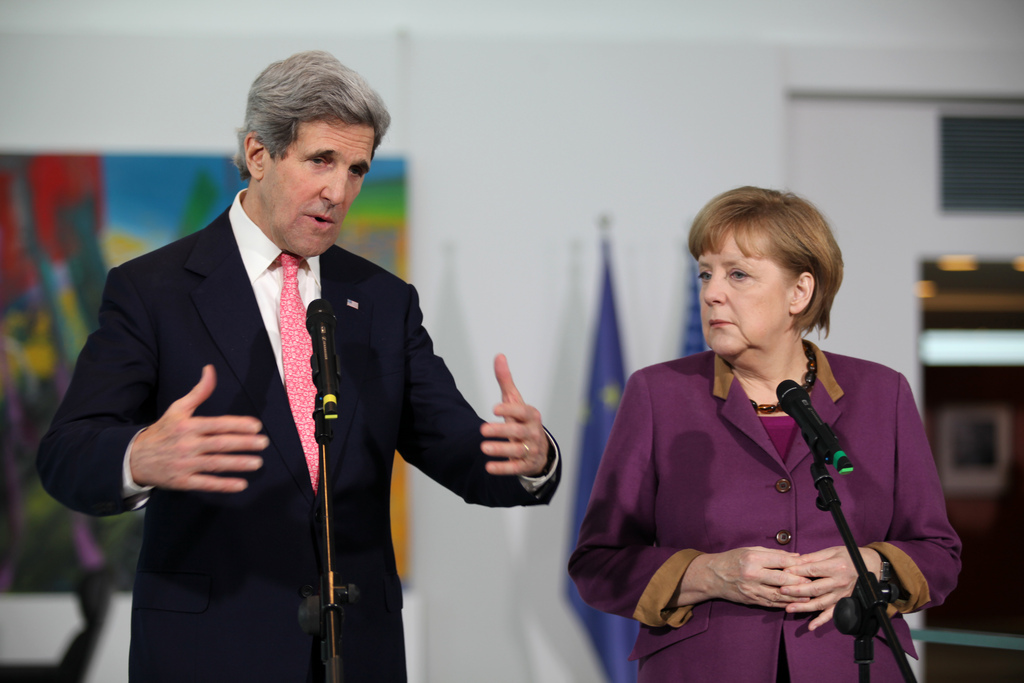
Amerikaans minister van Buitenlandse Zaken John Kerry en bondskanselier Angela Merkel in Berlijn op 27 februari 2013.

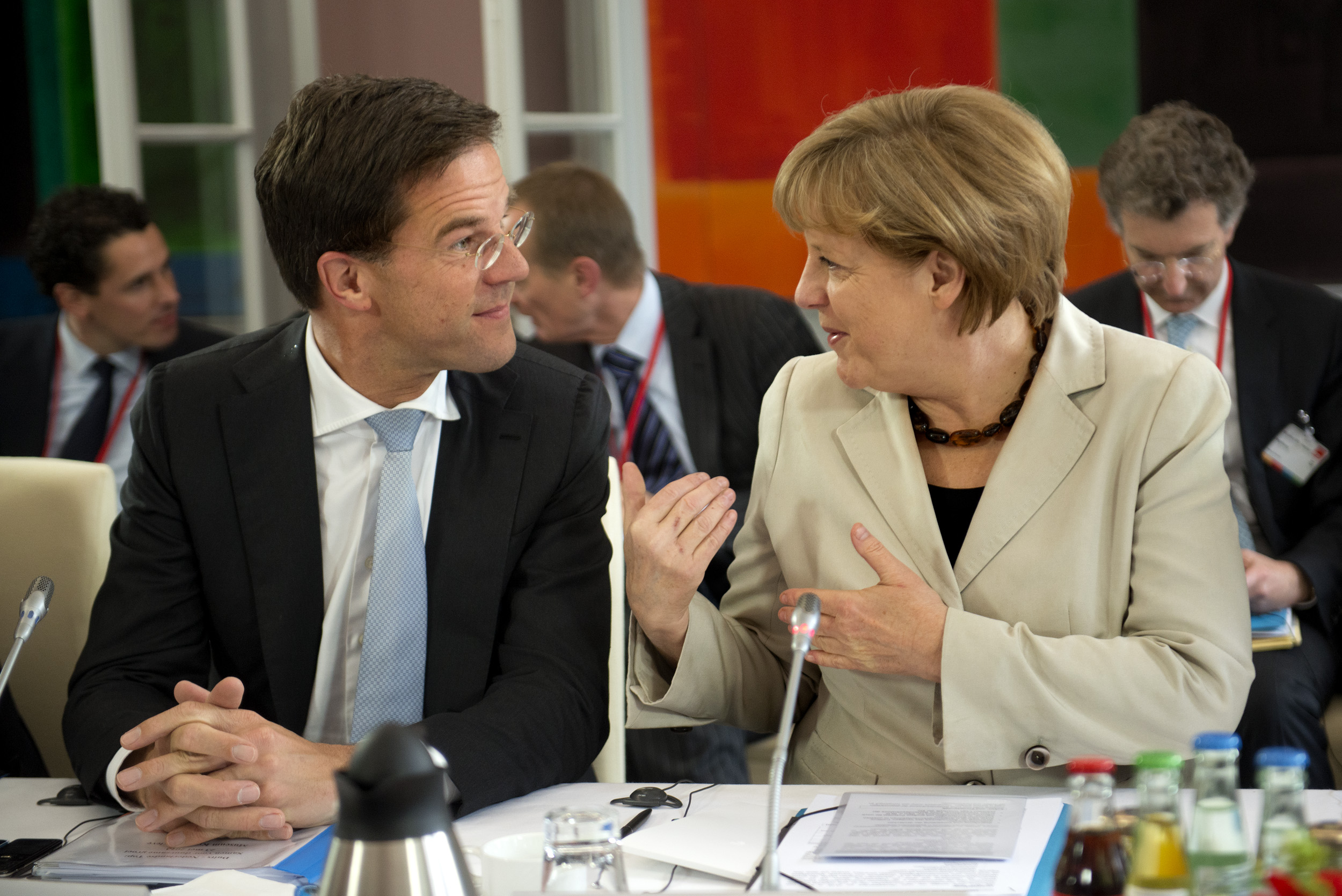
Premier van Nederland Mark Rutte en bondskanselier Angela Merkel in het Catshuis op 23 mei 2013.

| Ambtsbekleders                                                            | Ambtsbekleders                     | Ambtsbekleders                             | Functie(s)                                                       | Termijn           | Termijn           | Partij(en) |
| ------------------------------------------------------------------------- | ---------------------------------- | ------------------------------------------ | ---------------------------------------------------------------- | ----------------- | ----------------- | ---------- |
|                                                                           | Angela Merkel                      | Angela Merkel (1954)                       | Bondskanselier                                                   | 22 november 2005  | 8 december 2021   | CDU        |
|                                                                           | Guido Westerwelle                  | Guido Westerwelle (1961–2016)              | Vicekanselier                                                    | 28 oktober 2009   | 16 mei 2011       | FDP        |
| Bondsminister van Buitenlandse Zaken                                      | Guido Westerwelle                  | Guido Westerwelle (1961–2016)              | 17 december 2013                                                 | 28 oktober 2009   |                   | FDP        |
|                                                                           | Philipp Rösler                     | Philipp Rösler (1971)                      | Vicekanselier                                                    | 16 mei 2011       | 17 december 2013  | FDP        |
| Bondsminister van Economische Zaken                                       | Philipp Rösler                     | Philipp Rösler (1971)                      |                                                                  | 16 mei 2011       | 17 december 2013  | FDP        |
|                                                                           | Thomas de Maizière                 | Thomas de Maizière (1954)                  | Bondsminister van Binnenlandse Zaken                             | 28 oktober 2009   | 3 maart 2011      | CDU        |
|                                                                           | Hans-Peter Friedrich               | Hans-Peter Friedrich (1957)                | Bondsminister van Binnenlandse Zaken                             | 3 maart 2011      | 17 december 2013  | CSU        |
|                                                                           | Wolfgang Schäuble                  | Wolfgang Schäuble (1942–2023)              | Bondsminister van Financiën                                      | 28 oktober 2009   | 24 oktober 2017   | CDU        |
|                                                                           | Sabine Leutheusser-Schnarrenberger | Sabine Leutheusser- Schnarrenberger (1951) | Bondsminister van Justitie                                       | 28 oktober 2009   | 17 december 2013  | FDP        |
|                                                                           | Rainer Brüderle                    | Rainer Brüderle (1945)                     | Bondsminister van Economische Zaken                              | 28 oktober 2009   | 16 mei 2011       | FDP        |
|                                                                           | Karl-Theodor zu Guttenberg         | Freiherr Karl-Theodor zu Guttenberg (1971) | Bondsminister van Defensie                                       | 28 oktober 2009   | 3 maart 2011      | CSU        |
|                                                                           | Thomas de Maizière                 | Thomas de Maizière (1954)                  | Bondsminister van Defensie                                       | 3 maart 2011      | 17 december 2013  | CDU        |
|                                                                           | Philipp Rösler                     | Philipp Rösler (1971)                      | Bondsminister van Volksgezondheid                                | 28 oktober 2009   | 16 mei 2011       | FDP        |
|                                                                           | Daniel Bahr                        | Daniel Bahr (1976)                         | Bondsminister van Volksgezondheid                                | 16 mei 2011       | 17 december 2013  | FDP        |
|                                                                           | Franz Josef Jung                   | Franz Josef Jung (1949)                    | Bondsminister van Arbeid en Sociale Zaken                        | 28 oktober 2009   | 30 november 2009  | CDU        |
|                                                                           | Ursula von der Leyen               | Ursula von der Leyen (1956)                | Bondsminister van Arbeid en Sociale Zaken                        | 30 november 2009  | 17 december 2013  | CDU        |
|                                                                           | Annette Schavan                    | Annette Schavan (1955)                     | Bondsminister van Onderwijs en Wetenschap                        | 22 november 2005  | 14 februari 2013  | CDU        |
|                                                                           | Johanna Wanka                      | Johanna Wanka (1951)                       | Bondsminister van Onderwijs en Wetenschap                        | 14 februari 2013  | 14 maart 2018     | CDU        |
|                                                                           | Peter Ramsauer                     | Peter Ramsauer (1954)                      | Bondsminister van Verkeer                                        | 28 oktober 2009   | 17 december 2013  | CSU        |
| Bondsminister van Volkshuisvesting, Stedelijke Ontwikkeling en Woningbouw | Peter Ramsauer                     | Peter Ramsauer (1954)                      |                                                                  | 28 oktober 2009   | 17 december 2013  | CSU        |
|                                                                           | Ilse Aigner                        | Ilse Aigner (1964)                         | Bondsminister van Landbouw, Voedsel en Consumenten- bescherming  | 27 oktober 2008   | 30 september 2013 | CSU        |
|                                                                           | Hans-Peter Friedrich               | Hans-Peter Friedrich (1957)                | Bondsminister van Landbouw, Voedsel en Consumenten- bescherming  | 30 september 2013 | 17 december 2013  | CSU        |
|                                                                           | Norbert Röttgen                    | Norbert Röttgen (1965)                     | Bondsminister van Milieu, Klimaat, Natuur en Kernveiligheid      | 28 oktober 2009   | 22 mei 2012       | CDU        |
|                                                                           | Peter Altmaier                     | Peter Altmaier (1958)                      | Bondsminister van Milieu, Klimaat, Natuur en Kernveiligheid      | 22 mei 2012       | 17 december 2013  | CDU        |
|                                                                           | Dirk Niebel                        | Dirk Niebel (1963)                         | Bondsminister voor Economische Betrekkingen en Ontwikkelingshulp | 28 oktober 2009   | 17 december 2013  | FDP        |
|                                                                           | Ursula von der Leyen               | Ursula von der Leyen (1956)                | Bondsminister voor Familie, Senioren, Vrouwen en Jeugd Zaken     | 22 november 2005  | 30 november 2009  | CDU        |
|                                                                           | Kristina Schröder                  | Kristina Schröder (1977)                   | Bondsminister voor Familie, Senioren, Vrouwen en Jeugd Zaken     | 30 november 2009  | 17 december 2013  | CDU        |
|                                                                           | Ronald Pofalla                     | Ronald Pofalla (1959)                      | Bondsminister zonder portefeuille                                | 28 oktober 2009   | 17 december 2013  | CDU        |
| Chef des Bundeskanzleramts                                                | Ronald Pofalla                     | Ronald Pofalla (1959)                      |                                                                  | 28 oktober 2009   | 17 december 2013  | CDU        |

## Trivia
- Veertien ambtsbekleders hadden ervaring als hoogleraar of wetenschapper: Angela Merkel (natuurkundige), Guido Westerwelle (jurist), Philipp Rösler (medicus), Thomas de Maizière (jurist), Hans-Peter Friedrich (fiscaal jurist), Wolfgang Schäuble (fiscaal jurist), Rainer Brüderle (econoom), Karl-Theodor zu Guttenberg (jurist), Franz Josef Jung (jurist), Ursula von der Leyen (medicus), Annette Schavan (politicoloog), Johanna Wanka (wiskundige), Peter Ramsauer (econoom en bedrijfskundige), Norbert Röttgen (jurist) en Kristina Schröder (socioloog).
- Sabine Leutheusser-Schnarrenberger was eerder bondsminister van Justitie (1992–1996) in de kabinetten-Kohl IV en V.
- Het leeftijdsverschil tussen oudste ambtsbekleder Wolfgang Schäuble en de jongste Kristina Schröder was maar liefst 35 jaar.